# Rubén Garabaya
Rubén Garabaya Arenas (Avilés, 15 settembre 1978) è un ex pallamanista e allenatore di pallamano spagnolo.

## Palmarès
- Giochi olimpici

Pechino 2008: bronzo.
- Mondiali

Tunisia 2005: oro.
Svezia 2011: bronzo.
- Europei

Svizzera 2006: argento.
- Giochi del Mediterraneo

Almeria 2005: oro.